# La Voz Montañesa (Cuba)
La Voz Montañesa fue una publicación dirigida a la población cántabra de Cuba.
Nacida bajo la influencia de la revista original editada en La Montaña, fue fundada en torno al año 1910, y originalmente estaba dirigida por José Salas, siendo su redactor Bernardino Gómez, y su columnista Cesáreo González Naredo.
En torno a junio de 1914 se anunció la fusión de La Voz Montañesa con su rival directo, en Cuba, El Eco Montañés. Sin embargo, esta unión no llegó a producirse, desapareciendo poco tiempo después ambas publicaciones.
En 1918 José Salas volvió a sacar a la luz La Voz Montañesa, a pesar de que pocos meses después desaparecería definitivamente.
- Datos: Q5965560